# Hans von Blixen-Finecke (1916)
Hans Gustaf Nils Fredrik Bror von Blixen-Finecke (20 de julio de 1916-16 de febrero de 2005) fue un jinete sueco que compitió en la modalidad de concurso completo. Participó en dos Juegos Olímpicos de Verano en los años 1952 y 1956, obteniendo dos medallas de oro en Helsinki 1952, en las pruebas individual y por equipos.

## Palmarés internacional
| Juegos Olímpicos | Juegos Olímpicos     | Juegos Olímpicos | Juegos Olímpicos |
| Año              | Lugar                | Medalla          | Categoría        |
| ---------------- | -------------------- | ---------------- | ---------------- |
| 1952             | Helsinki (Finlandia) | Medalla de oro   | Individual       |
| 1952             | Helsinki (Finlandia) | Medalla de oro   | Por equipos      |